# CONCACAF Champions League 2018
Die CONCACAF Champions League 2018 war die 10. Spielzeit des wichtigsten Wettbewerbs für Vereinsmannschaften in Nord- und Zentralamerika sowie der Karibik im Fußball unter diesem Namen. Das Turnier begann am 20. Februar 2018 mit dem Achtelfinale und endete mit den Finalspielen im April 2018. Titelverteidiger war der mexikanische Verein CF Pachuca, der sich aber nicht qualifizieren konnte.
Der mexikanische Verein Deportivo Guadalajara gewann den Wettbewerb zum zweiten Mal nach 1962 durch einen 4:2-Sieg im Elfmeterschießen gegen den Toronto FC und qualifiziert sich damit als Repräsentant der CONCACAF für die FIFA-Klub-Weltmeisterschaft 2018 in den Vereinigten Arabischen Emiraten.
Torschützenkönig wurde der Kanadier Jonathan Osorio vom Toronto FC mit vier Toren. Zum besten Spieler des Wettbewerbs wurde der Italiener Sebastian Giovinco ernannt.

## Modus
An der CONCACAF Champions League 2018 nahmen 16 Mannschaften aus 8 Nationen teil. Der Wettbewerb wurde anders als in den vergangenen Jahren, in denen zunächst in einer Gruppenphase gespielt wurde, ausschließlich im K.-o.-System ausgetragen. Angefangen vom Achtelfinale bis einschließlich dem Finale wurde jede Runde mit Hin- und Rückspiel gespielt. Stand es nach beiden Spielen Unentschieden wurde die Auswärtstorregel angewendet und konnte dadurch kein Sieger ermittelt werden, kam es zum Elfmeterschießen.

## Teilnehmerfeld
Am 28. Oktober 2016 hatte die FIFA den guatemaltekische Fußballverband wegen politischer Einmischung der Regierung suspendiert. Dadurch wurden alle Vereine aus Guatemala von der Teilnahme an internationalen Wettbewerben ausgeschlossen. Die CONCACAF hat daraufhin den freigewordenen Platz an den Verband aus Costa Rica vergeben. Für die CONCACAF Champions League 2018 hatten sich die folgenden 16 Mannschaften qualifiziert.
| - Mexiko (Liga MX 2016/17) - UANL Tigres - Club América - Deportivo Guadalajara - Club Tijuana - USA (Major League Soccer 2016) - Seattle Sounders - FC Dallas - New York Red Bulls - Colorado Rapids - Kanada (Canadian Championship 2016 und 2017) - Toronto FC |  | - Costa Rica (Primera División 2016/17) - CD Saprissa - CS Herediano - Honduras (Liga Nacional 2016/17) - CD Motagua - Panama (Liga Panameña de Fútbol 2016/17) - Tauro FC - El Salvador (Primera Divisíon 2016/17) - Santa Tecla FC |  | - Zentralamerika (CONCACAF League 2017) - CD Olimpia - Karibik (CFU Club Championship 2017) - Cibao FC |

## Achtelfinale
Die Begegnungen wurden am 18. Dezember 2017 ausgelost. Die Hinspiele fanden vom 20. bis zum 22. Februar 2018 statt, die Rückspiele wurden vom 27. Februar bis zum 1. März 2018 ausgetragen.
|                 | Gesamt    |                       | Hinspiel | Rückspiel |
| --------------- | --------- | --------------------- | -------- | --------- |
| Cibao FC        | 0:7       | Deportivo Guadalajara | 0:2      | 0:5       |
| Santa Tecla FC  | 2:5       | Seattle Sounders      | 2:1      | 0:4       |
| CD Olimpia      | 1:3       | New York Red Bulls    | 1:1      | 0:2       |
| CD Motagua      | 1:2       | Club Tijuana          | 0:1      | 1:1       |
| CS Herediano    | 3:5       | UANL Tigres           | 2:2      | 1:3       |
| Colorado Rapids | 0:2       | Toronto FC            | 0:2      | 0:0       |
| Tauro FC        | (a)3:3(a) | FC Dallas             | 1:0      | 2:3       |
| CD Saprissa     | 2:6       | Club América          | 1:5      | 1:1       |

## Viertelfinale
Die Hinspiele fanden am 6. und 7. März 2018 statt, die Rückspiele wurden am 13. und 14. März 2018 ausgetragen.
|                  | Gesamt    |                       | Hinspiel | Rückspiel |
| ---------------- | --------- | --------------------- | -------- | --------- |
| Seattle Sounders | 1:3       | Deportivo Guadalajara | 1:0      | 0:3       |
| Club Tijuana     | 1:5       | New York Red Bulls    | 0:2      | 1:3       |
| Toronto FC       | (a)4:4(a) | UANL Tigres           | 2:1      | 2:3       |
| Club América     | 7:1       | Tauro FC              | 4:0      | 3:1       |

## Halbfinale
Die Hinspiele fanden am 3. und 4. April 2018 statt, die Rückspiele wurden am 10. April 2018 ausgetragen.
|                       | Gesamt |                    | Hinspiel | Rückspiel |
| --------------------- | ------ | ------------------ | -------- | --------- |
| Deportivo Guadalajara | 1:0    | New York Red Bulls | 1:0      | 0:0       |
| Toronto FC            | 4:2    | Club América       | 3:1      | 1:1       |

## Finale

### Hinspiel
| Toronto FC                                               | Toronto FC | Deportivo Guadalajara | Deportivo Guadalajara | Aufstellung                                        |
| -------------------------------------------------------- | --- | --- | --------------------- | -------------------------------------------------- |
| Toronto FC                                               | \| 17. April 2018 um 20:15 Uhr (EDT) in Toronto (BMO Field) \| \| Ergebnis: 1:2 (1:1) \| \| Zuschauer: 29.925 \| \| Schiedsrichter: Ricardo Montero ( Costa Rica) \| \| Spielbericht \|                                                                           | \| 17. April 2018 um 20:15 Uhr (EDT) in Toronto (BMO Field) \| \| Ergebnis: 1:2 (1:1) \| \| Zuschauer: 29.925 \| \| Schiedsrichter: Ricardo Montero ( Costa Rica) \| \| Spielbericht \| | Deportivo Guadalajara | Aufstellung Toronto FC gegen Deportivo Guadalajara |
| Toronto FC                                               | Alex Bono – Gregory van der Wiel, Drew Moor, Chris Mavinga (46. Eriq Zavaleta) – Auro, Marky Delgado (81. Ager Aketxe), Michael Bradley , Jonathan Osorio, Ashtone Morgan (67. Justin Morrow) – Jozy Altidore, Sebastian Giovinco Cheftrainer: Greg Vanney ( USA) | Miguel Jiménez – Isaác Brizuela, Carlos Salcido , Oswaldo Alanís, Alejandro Mayorga (71. Eduardo López) – Orbelín Pineda, Michael Pérez – Carlos Cisneros, Alan Pulido (90.+4' José Macías), Rodolfo Pizarro – Jesús Godínez (77. Ángel Zaldívar) Cheftrainer: Matías Almeyda ( Argentinien) | Deportivo Guadalajara | Aufstellung Toronto FC gegen Deportivo Guadalajara |
| Toronto FC                                               | 1:1 Jonathan Osorio (19.) | 0:1 Rodolfo Pizarro (2.) 1:2 Alan Pulido (72.) | Deportivo Guadalajara | Aufstellung Toronto FC gegen Deportivo Guadalajara |
| Toronto FC                                               | Isaác Brizuela (64.) | | Deportivo Guadalajara | Aufstellung Toronto FC gegen Deportivo Guadalajara |
| 17. April 2018 um 20:15 Uhr (EDT) in Toronto (BMO Field) | | |                       |                                                    |
| Ergebnis: 1:2 (1:1)                                      | | |                       |                                                    |
| Zuschauer: 29.925                                        | | |                       |                                                    |
| Schiedsrichter: Ricardo Montero ( Costa Rica)            | | |                       |                                                    |
| Spielbericht                                             | | |                       |                                                    |

### Rückspiel
| Deportivo Guadalajara                                         | Deportivo Guadalajara | Toronto FC | Toronto FC | Aufstellung                                        |
| ------------------------------------------------------------- | --- | --- | ---------- | -------------------------------------------------- |
| Deportivo Guadalajara                                         | \| 25. April 2018 um 20:30 Uhr (CDT) in Zapopan (Estadio Chivas) \| \| Ergebnis: 1:2 (1:2); 4:2 i. E. \| \| Zuschauer: 60.000 \| \| Schiedsrichter: Óscar Moncada ( Honduras) \| \| Spielbericht \|                                                                                  | \| 25. April 2018 um 20:30 Uhr (CDT) in Zapopan (Estadio Chivas) \| \| Ergebnis: 1:2 (1:2); 4:2 i. E. \| \| Zuschauer: 60.000 \| \| Schiedsrichter: Óscar Moncada ( Honduras) \| \| Spielbericht \|                                                                     | Toronto FC | Aufstellung Deportivo Guadalajara gegen Toronto FC |
| Deportivo Guadalajara                                         | Rodolfo Cota – Isaác Brizuela (68. Eduardo López), Jair Pereira, Oswaldo Alanís, Edwin Hernández – Carlos Salcido (55. José Godínez), Michael Pérez (68. Ángel Zaldívar) – Carlos Cisneros, Orbelín Pineda, Rodolfo Pizarro – Alan Pulido Cheftrainer: Matías Almeyda ( Argentinien) | Alex Bono – Auro, Gregory van der Wiel, Michael Bradley , Ashtone Morgan – Nicolas Hasler (57. Jordan Hamilton), Marky Delgado, Jonathan Osorio, Víctor Vázquez (71. Jay Chapman) – Jozy Altidore (85. Ager Aketxe), Sebastian Giovinco Cheftrainer: Greg Vanney ( USA) | Toronto FC | Aufstellung Deportivo Guadalajara gegen Toronto FC |
| Deportivo Guadalajara                                         | 1:0 Orbelín Pineda (19.) | 1:1 Jozy Altidore (25.) 1:2 Sebastian Giovinco (44.) | Toronto FC | Aufstellung Deportivo Guadalajara gegen Toronto FC |
| Deportivo Guadalajara                                         | Elfmeterschießen | | Toronto FC | Aufstellung Deportivo Guadalajara gegen Toronto FC |
| Deportivo Guadalajara                                         | 1:0 Oswaldo Alanís 2:1 José Godínez 3:1 Alan Pulido 4:2 Ángel Zaldívar | 1:1 Sebastian Giovinco 2:1 Jonathan Osorio 3:2 Marky Delgado 4:2 Michael Bradley | Toronto FC | Aufstellung Deportivo Guadalajara gegen Toronto FC |
| Deportivo Guadalajara                                         | Sebastian Giovinco (43.), Auro (84.) | | Toronto FC | Aufstellung Deportivo Guadalajara gegen Toronto FC |
| 25. April 2018 um 20:30 Uhr (CDT) in Zapopan (Estadio Chivas) | | |            |                                                    |
| Ergebnis: 1:2 (1:2); 4:2 i. E.                                | | |            |                                                    |
| Zuschauer: 60.000                                             | | |            |                                                    |
| Schiedsrichter: Óscar Moncada ( Honduras)                     | | |            |                                                    |
| Spielbericht                                                  | | |            |                                                    |